# Boteredssjön
Boteredssjön är en sjö i Vänersborgs kommun i Västergötland och ingår i Göta älvs huvudavrinningsområde. Sjön har en area på 0,508 kvadratkilometer och ligger 54,4 meter över havet. Kommunen har anordnat en badplats med toaletter vid sjön

## Delavrinningsområde
Boteredssjön ingår i det delavrinningsområde (647537-129310) som SMHI kallar för Utloppet av Vänern. Medelhöjden är 65 meter över havet och ytan är 36,5 kvadratkilometer. Det finns inga avrinningsområden uppströms utan avrinningsområdet är högsta punkten. Karls grav som avvattnar avrinningsområdet har biflödesordning 2, vilket innebär att vattnet flödar genom totalt 2 vattendrag innan det når havet efter 89 kilometer. Avrinningsområdet består mestadels av skog (41 %), öppen mark (13 %) och jordbruk (19 %). Avrinningsområdet har 2,78 kvadratkilometer vattenytor vilket ger det en sjöprocent på 7,6 %. Bebyggelsen i området täcker en yta av 5,18 kvadratkilometer eller 14 % av avrinningsområdet.